# Walter Miller
Walter Miller (9 de março de 1892 – 30 de março de 1940) foi um ator estadunidense da era do cinema mudo. Ele atuou em 248 filmes entre 1911 e 1940.

## Biografia
Miller nasceu  William Corwin Miller em Dayton, Ohio, e faleceu em Hollywood, Califórnia, de infarto agudo do miocárdio, aos 48 anos. Foi sepultado no Calvary Cemetery, em Evanston, Illinois. Ele deixou uma viúva, Eileen Schofield, que tinha atuado em um pequeno papel ao seu lado no filme King of the Wild, em 1930.
Miller foi casado pelo menos duas vezes - inicialmente com Lillian Louise Coffin e, mais tarde, com Eileen Schofield, atriz e artista de vaudeville. Dessas uniões, houve pelo menos um filho, chamado Richard.

### Carreira cinematográfica
Miller foi um dos principais atores de seriados da era do cinema mudo, e foi ator da American Mutoscope, Biograph Company, Pathé Exchanges, Mascot Pictures, Universal Pictures, Columbia Pictures e Republic Pictures. Com a American Mutoscope e Biograph Company, em 1912, apareceu inicialmente como coadjuvante, tal como em The Musketeers of Pig Alley (1912), em que atuava como o jovem marido de Lilian Gish.
Nos anos 1920, assinou com a Pathé. Um par constante de Miller na Pathé foi Allene Ray, com quem atuou em 10 seriados: “Sunken Silver” (1925), “Play Ball” (1925), a versão original do livro de Edgar Wallace, “The Green Archer” (1925), a primeira adaptação de Charlie Chan, “The House Without a Key” (1925), “Snowed In” (1926), “Hawk of the Hills” (1927), “Melting Millions” (1927), “The Man Without a Face” (1928), “The Terrible People” (1928) e “The Black Book” (1929, seu último seriado da era muda. Miller também atuou em “Queen of the Northwoods” (1929), com Ethlyne Clair, para a Pathé, e em “The Mysterious Airman” (1928), para os Weiss Brothers.
Com a chegada do cinema sonoro, Miller continuou atuando. Quando a Pathé encerrou sua produção, ela se mudou para a Mascot Pictures, onde atuou como herói em “The King of the Kongo” (1929), “The Lone Defender” (1930) e “King of the Wild” (1930). Em “The Galloping Ghost” (1931), personificou um vilão, e na Universal Pictures novamente fez o vilão em “Danger Island” (1931), mas ao retornar à Mascot fez um herói secundário em “The Last of the Mohicans” (1932). Em seu último seriado na Mascot, “The Shadow of the Eagle” (1932), ele foi um dos 12 suspeitos de ser o vilão mascarado.
Miller mudou para Universal e interpretou vários vilões. Começando com “Gordon of Ghost City” (1933), “Pirate Treasure” (1934), "The Red Rider" (1934), "Tailspin Tommy" (1934), "The Vanishing Shadow" (1934), “The Call of the Savage” (1935), e "The Roaring West" (1935). Em seus dois últimos seriados na Universal atuou como um dos ajudantes de Johnny Mack Brown em “Rustlers of Red Dog” (1935) e em um papel menor em "Wild West Days" (1937). Ele também pode ser visto atuando em filmes de terror de Boris Karloff e Bela Lugosi, como “The Raven” (Universal, 1935) e “The Invisible Ray” (Universal, 1936).
A partir de então, Miller foi para a Columbia Pictures, que começou a produzir seriados, e atuou como o principal vilão no seriado escrito por L. Ron Hubbard, “Secret of Treasure Island” (1938). Sua estadia na Columbia foi curta e Miller mudou de estúdio novamente, desta vez foi a Republic Pictures, e atuou como o principal capanga em “Dick Tracy's G-Men” (1939). Pouco depois de completar o seriado, Miller estava trabalhando em um filme de Gene Autry, Gaúcho Serenade, de 1940, e em uma cena de luta ficou extenuado. Miller teve um ataque cardíaco e morreu logo depois. O nome de Walter Miller não foi creditado no filme.

## Filmografia parcial
- The Grapes of Wrath (1940)
- Dick Tracy's G-Men (1939)
- The Great Adventures of Wild Bill Hickok (1938)
- The Secret of Treasure Island (1938)
- Wild West Days (1937)
- The Invisible Ray (1936)
- Magnificent Obsession (1935)
- The Roaring West (serido, 1935)
- The Call of the Savage (seriado, 1935)
- Rustlers of Red Dog (seriado, 1935)
- The Raven (1935)
- The Red Rider (seriado, 1934)
- The Vanishing Shadow (seriado, 1934)
- Pirate Treasure (seriado, 1934)
- Tailspim Tommy (seriado, 1934)
- Gordon of Ghost City (seriado, 1933)
- The Last of the Mohicans (seriado, 1932)
- The Shadow of the Eagle (seriado, 1932)
- The Galloping Ghost (seriado, 1931)
- King of the Wild (seriado, 1931)
- Danger Island (seriado, 1931)
- The Utah Kid (1930)
- The Lone Defender (seriado, 1930)
- The King of the Kongo (seriado, 1929)
- The Black Book (seriado, 1929)
- Queen of the Northwoods (1929)
- Police Reporter (seriado, 1928)
- The Terrible People (seriado, 1928)
- The Man Without a Face (seriado, 1928)
- Hawk of the Hills (seriado, 1927)
- Melting Millions (1927)
- The House Without a Key (seriado, 1926)
- The Fighting Marine (1926)
- Snowed In (seraido, 1926)
- The Green Archer (seriado, 1925)
- Play Ball (1925)
- Sunken Silver (1925)
- The Shadow (1921)
- The Revenge of Tarzan (1920)
- The Invisible Divorce (1920)
- Lord Chumley (1914)
- A Modest Hero (1913)
- Two Men of the Desert (1913)
- Under the Shadow of the Law (1913)
- A Gamble with Death (1913)
- In Diplomatic Circles (1913)
- The Mothering Heart (1913)
- Red Hicks Defies the World (1913)
- The House of Darkness (1913)
- The Wanderer (1913)
- A Frightful Blunder (1913)
- The Hero of Little Italy (1913)
- Near to Earth (1913)
- Broken Ways (1913)
- The Wrong Bottle (1913)
- Love in an Apartment Hotel (1913)
- An Adventure in the Autumn Woods (1913)
- Friends (1912)
- A Cry for Help (1912)
- Brutality (1912)
- The Informer (1912)
- My Baby (1912)
- The Musketeers of Pig Alley (1912)
- The Painted Lady (1912)
- A Feud in the Kentucky Hills (1912)
- So Near, Yet so Far (1912)
- Two Daughters of Eve (1912)
- An Unseen Enemy (1912)
- A Change of Spirit (1912)